# Carl Verbraeken
Carl Gustav José Verbraeken (Anversa, 18 settembre 1950) è un compositore belga.
Studiò con Andre Laporte, Victor Legley e Peter Cabus al Conservatorio Reale di Brusselle, dove insegnò dal 1978.
Carl Verbraeken è autore di numerosi (>700) composizioni per pianoforte e musica da camera.
La sua composizione più nota è un concerto in un solo movimento. Quest'opera fu scritta nel 1985 per pianoforte ed orchestra.
Dal 2011 è presidente dell'Unione dei Compositori belgi